# طريق برودهول (ملعب)
طريق برودهول (بالإنجليزية: Broadhall Way)‏ هو ملعب كرة قدم في هيرتفوردشير بإنجلترا، يمتلكه نادي نادي ستيفيناغ. أفتتح في عام 1980 ، يتسع الملعب إلى 6722 متفرج.